# Усть-Буренский сумон
Усть-Буренский сумон — административно-территориальная единица (сумон) и муниципальное образование со статусом сельского поселения в Каа-Хемском кожууне Тывы Российской Федерации.
Административный центр и единственный населённый пункт сумона — село Усть-Бурен.

## Население
| 2016 | 2018 |
| ---- | ---- |
| 492  | ↗517 |